# Per Linderoth
Per Linderoth (født 16. november 1958) er en dansk skuespiller.
Linderoth er uddannet på Statens Teaterskole 1983-1986.

## Filmografi

### Spillefilm
- Retfærdighedens rytter (1989) − Jesper
- Cirkus Ildebrand (1995) − Politibetjent
- Zoomerne (2009) − Jacob
- Alting bliver godt igen (2010) − Mandlig betjent

### Tv-serier
- Mellem venner (1995), afsnit nr.: 2, 3 og 6−9
- TAXA (1997−1999), afsnit nr.: 8 − Kriminalbetjent
- Hotellet (2000−2002), afsnit nr.: 13 − Sekretær 2
- Forsvar (2003−2004), afsnit nr.: 3 − Stig Olesen
- Ørnen (2004−2006), afsnit nr.: 3 − Kriminalkommisær
- Klovn (2005−2009), afsnit nr.: 59 − Poul
- Sommer (2008), afsnit nr.: 7 − Jeppe
- Forbrydelsen II (2009), afsnit nr.: 2 − Kodmanis advokat